# Бајсон (Канзас)
Бајсон (енгл. Bison) град је у америчкој савезној држави Канзас.

## Демографија
По попису из 2010. године број становника је 255, што је 20 (8,5%) становника више него 2000. године.
| Група             | 2000.       | 2010.       |
| Белци             | 222 (94,5%) | 249 (97,6%) |
| Афроамериканци    | 8 (3,4%)    | 0 (0,0%)    |
| Азијати           | 0 (0,0%)    | 0 (0,0%)    |
| Хиспаноамериканци | 1 (0,4%)    | 1 (0,4%)    |
| Укупно            | 235         | 255         |